# 메이 (영화)
《메이》(영어: May)는 미국에서 제작된 러키 매키 감독의 2002년 심리 공포 영화이다. 앤절라 베티스 등이 출연하였고, 마류스 바이스베르크(마류스 발츄나스 명의) 등이 제작에 참여하였다.

## 줄거리
사시인 28살 메이(May)에게 친구라곤 엄마가 손수 만들어서 생일 선물로 줬던 인형 수지뿐이다. 메이는 정비사 애덤을 우연히 보고 손에 반해서 애덤이 졸고 있을 때 얼굴을 갖다댄 걸 계기로 연애를 시작한다. 그와 동시에 메이는 수술 보조로 일하는 동물 병원의 레즈비언 동료이며 아름다운 목을 지닌 폴리에게서도 유혹을 받고 루피라는 이름의 애완 고양이를 선물받는다.
메이와 애덤은 메이의 집에서 애덤이 대학 과제용으로 만들었던 영화를 본다. 성관계를 맺으며 서로를 잡아먹는 연인 한 쌍이 나오는 이 영화를 보며 메이는 흥분하여 애덤과 전희를 하다가 애덤의 입술을 깨물어 피를 낸다. 애담이 도망치듯 떠나자 메이는 화풀이로 수지를 벽장으로 던진다.
애덤이 자신을 떼어 내 다행이라고 말하는 걸 엿들은 뒤 메이는 폴리의 접근에 넘어가 관계를 맺고 맹학교에 봉사 활동을 시작한다. 공동 세탁실에서 애덤을 마주치고 상처를 받은 메이는 폴리를 찾아가 위로를 받고자 하지만 폴리는 앰브로지아란 여자애랑 바람을 피우는 중이다. 집에 돌아온 메이는 루피를 부르지만 루피가 무시하자 맹인 여학생에게 받았던 수제 재떨이를 던져 루피를 죽인다. 곧 메이는 수지가 자신에게 말을 거는 환각을 겪으며 미쳐 간다.
메이는 맹학교에 수지를 가져가 친구라고 소개하는데, 한 아이가 수지를 만져 보려고 수지가 담긴 상자를 메이에게서 억지로 뺏으려다가 상자가 깨지면서 수지가 망가지고 아이는 물론 메이도 다치고 만다. 다음 날 메이는 펑크족 “블랭크”를 만나 집에 데려온다. 메이는 그의 팔에 있는 프랑켄슈타인의 괴물 문신을 마음에 들어한다. 블랭크는 냉장고 냉동실에서 루피의 시체를 발견하고, 메이가 루피를 친구라고 칭하자 메이를 괴물(freak)이라고 부른다. 분노한 메이는 블랭크에게 덤벼들어 가위로 머리를 찔러 죽인다. 메이는 생각 끝에 다른 이들에게서 자신이 이끌렸던 신체 조각들을 수집하기로 마음 먹는다.
핼러윈 밤에 수지처럼 차려 입은 메이는 폴리의 집으로 가서 메스 두 자루로 폴리의 목 경동맥을 베어 버린다. 곧 앰브로지아가 도착하자 메이는 그녀의 다리를 칭찬한 뒤 관자놀이를 찌른다. 애덤의 집에 도착한 메이는 애덤과 그의 새 여자친구 “후프”를 메스로 죽인다. 메이는 천 조각 안에 솜을 집어넣어 만든 머리와 몸통에 블랭크의 팔, 폴리의 목, 앰브로지아의 다리, 애덤의 손, 후프의 귀를 기워서 사람 크기의 인형을 만들고 루피의 털을 인형 머리카락으로 삼는다. 메이는 이 새 인형 친구를 자신의 이름 철자 순서를 바꾼 에이미(Amy)로 작명한다.
메이는 곧 에이미가 눈이 없어 자신을 볼 수 없다는 사실을 깨닫고 고통으로 비명을 지르고 피눈물을 흘리면서도 자신의 눈알을 하나를 파내 에이미의 머리에 붙여 준다. 메이는 날 보란 말이야!라고 절규하다가 에이미의 옆에 쓰러진다. 바로 그때 에이미가 살아나 애덤의 손으로 메이의 볼을 애정 어린 손길로 쓰다듬고 메이는 미소를 짓는다.

## 출연진
- 앤절라 베티스
- 제러미 시스토
- 애나 패리스
- 니콜 힐츠
- 제임스 듀발
- 켄 더비티언
- 케빈 게이지
- 멀 케네디
- 레이철 데이비드
- 노라 제헤트너
- 윌 에스터스

## 제작
감독 러키 매키는 주인공 메이는 코미디 영화 《피셔 킹》(1991)에 등장하는 리디아(어맨다 플러머 분)라는 인물에게서 영향을 받았다고 밝혔다.

## 기타 제작진
- 공동 제작: 리처드 미들턴
- 배역: 섀넌 매케이니언
- 미술: 레슬리 킬
- 의상: 마르셀로 페케뇨, 매리아노 디애즈

## 반응
리뷰 애그리게이터 웹사이트 로튼 토마토에서 리뷰 71편을 바탕으로 70%의 지지도를 얻었다. 로저 이버트는 이 영화에 별 넷 만점을 주었다.